# Ziki-Paki, Ziki-Pu
Ziki-Paki, Ziki-Pu è un brano musicale scritto nel 1929 da Vittorio Mascheroni e da Peppino Mendes Portato al successo da Gabrè, è un tipico brano dei café chantant dell'epoca del fascismo.
Il brano compariva nel repertorio dell'avanspettacolo fino agli anni cinquanta.

## Testo e musica

### Testo
(Ziki-Paki, Ziki-Pu (1939))
Il testo è un'esaltazione in chiave ironica e con l'inserimento di doppi sensi delle presunte doti di grande amatore e di conquistatore del maschio italiano, doti che vengono "esportate" anche nelle colonie.
Il protagonista conquista infatti una bella "indù" di nome Ziki-Paki e riesce a fare, come dice il testo, "ziki-paki, ziki-pù". La ragazza resta incinta e lui porta via il figlio con sé in Italia.

### Musica
Il brano veniva ballato a tempo di one-step.

## Versioni
Oltre che da Gabrè, il brano è stato inciso o interpretato anche dai seguenti cantanti e gruppi (in ordine alfabetico) :
- Guido Agnoletti[1]
- Nicola Arigliano[1]
- Dino D'Alba[2]
- Paolo Poli[1][2]
- Daniele Serra[1]
- Michele L. Straniero[2]
- Luciano Virgili
- Freddy Colt